# Klaus Bittermann
Klaus Bittermann (* 8. April 1952 in Kulmbach), auch bekannt unter dem Pseudonym Artur Cravan, ist ein deutscher Journalist, Schriftsteller und Verleger. Er lebt in Berlin.

## Leben
Bittermann wuchs im oberfränkischen Kulmbach in kleinbürgerlichen Verhältnissen auf und ministrierte dort zusammen mit Thomas Gottschalk. Sein Vater hatte nach einer Verwundung im Zweiten Weltkrieg als Kriegsversehrter eine lebenslange Stelle beim Arbeitsamt. Nach der Verweigerung des Wehrdiensts zog Bittermann Anfang der 1970er-Jahre nach Nürnberg, um an der Universität Erlangen Philosophie, Soziologie und Politologie zu studieren. Schon als Student war er als Buchproduzent tätig. Er gab zunächst libertäre „Klassiker“ heraus, z. B. in der Reihe „Sammlung unter der Hand“ Étienne de La Boéties Schrift Von der freiwilligen Knechtschaft.
Seit 1979 betreibt er den Verlag Edition Tiamat, zunächst in Nürnberg, ab 1981 in seiner Wohnung in der Grimmstraße in Berlin-Kreuzberg. Im Verlag erschienen unter anderem Sammelbände mit Polemiken und Satiren. Zwei Bände beschäftigen sich mit Ostdeutschen als „Zonis“ zum zehnten und zwanzigsten Jahrestag der Wiedervereinigung: It's a Zoni (1999) und Unter Zonis (2009). Beteiligt waren unter anderem Wiglaf Droste, Gerhard Henschel, Willy Hochkeppel, Clemens Nachtmann, Jürgen Roth, Michael Rudolf, Fritz Tietz, Mathias Wedel, Joseph von Westphalen, Hans Zippert, Martin Sonneborn, Uli Hannemann, Heiko Werning, Stefan Gärtner, Oliver Maria Schmitt, Rayk Wieland und Jenni Zylka. Der in Dresden geborene Kritiker und Schriftsteller Peter Richter kritisierte den 2009 erschienenen Band in der Frankfurter Allgemeinen Sonntagszeitung. Auf Richters Vergleich von Bittermanns Autorenfoto mit einer „verlotterten Oma“ reagierte Bittermann in einem Artikel in der taz.
Bittermann schreibt daneben als Satiriker u. a. für die Tageszeitung, die junge Welt und das Kritische Tagebuch des WDR. Im Festsaal Kreuzberg veranstaltete er die Lesebühne Club der letzten Gerechten. Er ist Herausgeber zahlreicher Anthologien, u. a. des satirischen Who's who peinlicher Personen. Unter dem Pseudonym „Artur Cravan“ schrieb er eine Berlin-Krimi-Trilogie. Er schrieb für das Novo Magazin. Von 1998 bis 2016 schrieb er in der linken Tageszeitung junge Welt die Fußballkolumne „Blutgrätsche“ und verkündete dort jeden Montag „Die Wahrheit“ über den zurückliegenden Bundesligaspieltag. Bittermann ist Fan von Borussia Dortmund.
Im Jahre 2022 legte Bittermann eine Biographie zu Wolfgang Pohrt vor, dessen Gesamtwerk er auch verlegt. Er ist Gründungsmitglied des PEN Berlin.

## Schriften
- Die Arbeit des Verdrängens. In: Die alte Straßenverkehrsordnung. Dokumente der RAF. Mit Beiträgen von Wolfgang Pohrt, Klaus Hartung, Gabriele Goettle, Joachim Bruhn, Karl Heinz Roth, K. Bittermann. Edition Tiamat, Berlin 1986, ISBN 3-923118-06-6, S. 199–212.
- Das Sterben der Phantome. Verbrechen und Öffentlichkeit. Berlin 1988.
- (Hrsg.): Gemeinsam sind wir unausstehlich. Die Wiedervereinigung und ihre Folgen. Edition Tiamat, Berlin 1990, ISBN 3-923118-42-2 (= Critica diabolis, Band 27).
- Geisterfahrer der Einheit. Kommentare zur Wiedervereinigungskrise. Berlin – Amsterdam 1995.
- (Hrsg.): Das Wörterbuch des Gutmenschen. Betroffenheitsjargon und Gesinnungskitsch. München 1998, ISBN 3-492-22695-7.
- (Hrsg.): It's a Zoni. Zehn Jahre Wiedervereinigung. Die Ossis als Belastung und Belästigung. Berlin 1999, ISBN 3-89320-026-6.
- mit Thomas Deichmann (Hrsg.): Wie Dr. Joseph Fischer lernte, die Bombe zu lieben. Die Grünen, die SPD, die Nato und der Krieg auf dem Balkan. Berlin 1999, ISBN 3-89320-025-8.
- Strandgut der Geschichte. München 2001, ISBN 3-923646-78-X.
- Noch alle Schweine im Rennen? Mainz 2001, ISBN 3-930559-74-9.
- In Schlucken-zwei-Spechte (Harry Rowohlt erzählt Ralf Sotscheck sein Leben von der Wiege bis zur Biege). Berlin 2002, ISBN 3-89320-053-3.
- (Hrsg.): Literatur als Qual und Gequalle. Über den Kulturbetriebsintriganten Günter Grass. Berlin 2007, ISBN 978-3-89320-108-2.
- Der Aufstand der Kuscheltiere. Haffmans Verlag bei zweitausendundeins, 2007, ISBN 978-3-86150-800-7.
- (Hrsg.): Unter Zonis: Zwanzig Jahre reichen jetzt so langsam mal wieder. Ein Rückblick. Berlin 2009, ISBN 978-3-89320-137-2.
- The Crazy Never Die. Amerikanische Rebellen in der populären Kultur. Edition Tiamat, Berlin 2011, ISBN 978-3-89320-153-2.
- Möbel zu Hause, aber kein Geld für Alkohol. Kreuzberger Szenen. Edition Tiamat, Berlin 2011, ISBN 978-3-89320-159-4.
- Alles schick in Kreuzberg: unter Touristen, Pennern, Gentrifizierten. Edition Tiamat, Berlin 2013, ISBN 978-3-89320-182-2 (= Critica diabolis, Band 213 – fälschlicherweise als Band 212 der Schriftenreihe bezeichnet).
- Sid Schlebrowskis kurzer Sommer der Anarchie und seine Suche nach dem Glück. Edition Tiamat, Berlin 2016, ISBN 978-3-89320-211-9.
- Einige meiner besten Freunde und Feinde. Edition Tiamat, Berlin 2019, ISBN 978-3-89320-249-2.
- Der Intellektuelle als Unruhestifter. Wolfgang Pohrt – Eine Biographie. Edition Tiamat, Berlin 2022, ISBN 978-3-89320-284-3.
- (Hrsg.): Wiglaf Droste: Vollbad im Gesinnungsschaum. Sprachkritische Glossen. Edition Tiamat, Berlin 2023, ISBN 978-3-89320-303-1.
- mit Tania Martini (Hg.): Nach dem 7. Oktober. Essays über das genozidale Massaker und seine Folgen. Edition Tiamat, Berlin 2024, ISBN 978-3-89320-316-1.
- (Hrsg.): Wolfgang Pohrt: Wahn, Ideologie und Realitätsverlust. Metamorphosen des deutschen Massenbewusstseins. Ein Reader. Edition Tiamat, Berlin 2025, ISBN 978-3-89320-326-0.

## Hörbuch
- Harry Rowohlt und Klaus Bittermann lesen aus „Alles schick in Kreuzberg“ und „Möbel zu Hause, aber kein Geld für Alkohol“, Edition Tiamat/Verlag Klaus Bittermann, Berlin 2013, ISBN 978-3-89320-184-6, 2 CD, 140 Min.